# St. Leonhard im Pitztal
Sankt Leonhard im Pitztal is een gemeente in het district Imst van de Oostenrijkse deelstaat Tirol.
St. Leonhard ligt diep in het ongeveer 60 kilometer lange Pitztal, waarbij de verschillende dorpskernen over een afstand van 25 km verspreid liggen. De gemeente is na de gemeenten Sölden in het Ötztal en Neustift in het Stubaital de grootste gemeente van Noord-Tirol. Tot 1935 droeg de gemeente de naam Pitzthal. Het gebied werd omstreeks 1265 voor het eerst vernoemd in een schrijven tussen het riddergeslacht Starkenberger en de familie Hirschberger uit Wenns. De gemeente is opgedeeld in drie bestuurlijke fracties, namelijk St. Leonhard, Zaunhof en Plangeroß.
Het hoogste punt van de gemeente wordt gevormd door de 3774 m hoge berg Wildspitze, daarmee de hoogste bergtop van de Ötztaler Alpen.

## Zaunhof (1291 m)
De meest noordelijke fractie bevinden zich met name aan de oostzijde van het midden van het Pitztal en wordt gevormd door de kernen Außerlehn, Boden, Burg, Egghof, Enzenstall, Grüble, Grün, Hairlach, Moosbrücke, Oberlehn, Obermühl, Pfurmühl, Rauchenbichl, Rehwald, Schußlehn, Wiese en Zaunhof. Zaunhof kreeg in 1775 zijn eigen parochiekerk, omdat de weg richting St. Leonhard in de winter vanwege lawinegevaar onbegaanbaar werd. Voor de Eerste Wereldoorlog was Zaunhof beroemd vanwege zijn zaagslijpers, houtknechten en timmerlui. Vandaag de dag is het een startpunt van wandelroutes en bergbeklimmingen in de omgeving.

## Sankt Leonhard (1336 m)
St. Leonhard is de centrale fractie van de gemeente. Naast de hoofdkern behoren ook de kernen Auhof, Au-Piösmes, Bichl, Biedern, Eggenstall, Enger, Froschputzen, Gschwandt, Köfels, Neurur, Tieflehn, Piösmes, Scheibe, Scheibrand, Schweighof, Stillebach, Trenkwald, Unterrain, Wald, Weixmannstall, Schrofen, Wiese en Wiesle tot deze fractie.
St. Leonhard werd in 1676 een vicariaat en het werd een zelfstandige parochie in 1891. De parochiekerk is gewijd aan de abt Leonhard uit Limoges (Frankrijk) die leefde in 6e eeuw na Christus. Hij is met name in Oostenrijk, Beieren en Zwaben een geliefde volksheilige. De huidige kerk stamt uit 1778.

## Plangeroß (1617 m)
Deze naam van de meest zuidelijke fractie stamt zeer waarschijnlijk uit het pregermaanse tijdperk, maar zijn precieze herkomst en de betekenis ervan zijn volkomen onduidelijk. De heren van Starkenberg vestigden rond 1300 een alpenboerderij in Plangeroß. Als gevolg van grote bevolkingsgroei werd het dorp meerdere malen opgedeeld. Plangeroß is tot bloei gekomen sinds de opkomst van 19e eeuw, zeker na het voltooien van een asfaltweg naar het dorp in 1956.

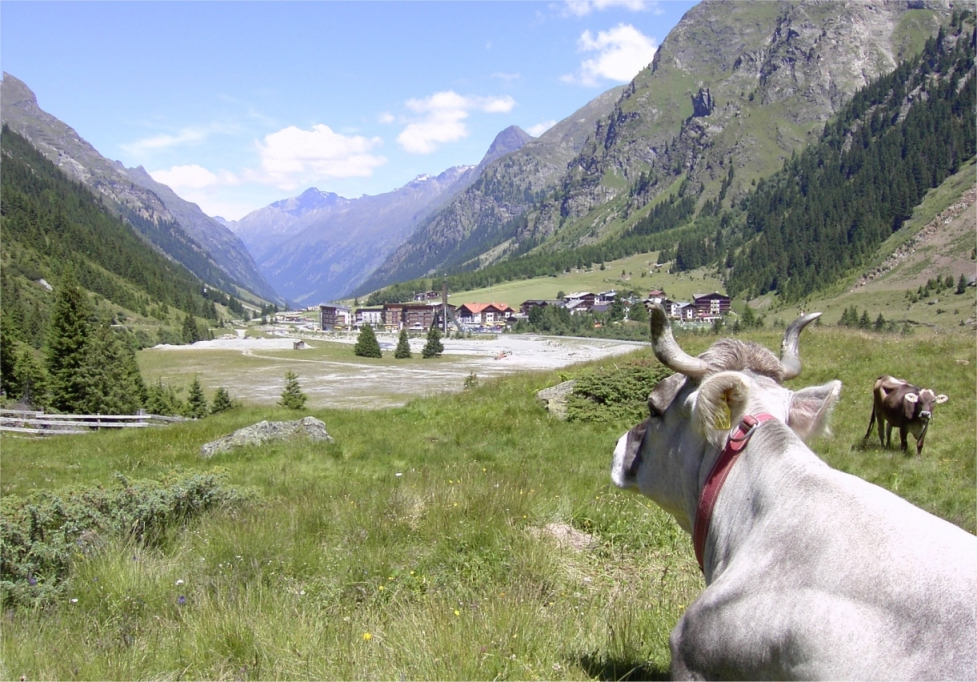
Blik op Mandarfen in de gemeente St. Leonhard in het Pitztal

### Mandarfen (1682 m)
Dit dorpje, behorend tot de zuidelijke fractie Plangeroß, dankt zijn naam vermoedelijk aan het Latijnse mons arboris, letterlijk bomenberg. Het dorp werd in 1288 voor het eerst vermeld. Reeds voor het begin van de Tweede Wereldoorlog groeide het dorp uit van een gehucht met twee alpenboerderijen tot een dorp bestemd voor zowel zomer- als wintertoerisme. Door de bouw van de Rifflseebahnen en de Pitztaler Gletscherbanen is Mandarfen een echt bergsportcentrum geworden. In het dorp bevindt zich ook de hoogste ijsklimtoren van de wereld (34 m), om te kunnen oefenen voor de echte klimtrajecten in de directe omgeving. Een beetje boven Mandarfen ligt ook de Rifflsee.

### Mittelberg (1736 m)
Mittelberg ligt aan het einde van het Pitztal aan de voet van de 3159 m hoge berg Mittagskogel. Tussen Mandarfen en Mittelberg mondt de Taschachbach uit het Taschachtal samen met de Mittlerbergerbach uit in de Pitze. Een deel van het water wordt omgeleid naar het stuwmeer Gepatschspeicher in het Kaunertal.

### Rifflsee (2232 m)
De Rifflsee is het grootste meer in de Ötztaler Alpen. Het is ongeveer 27 ha groot, bij een lengte van 1 km en een breedte van 400 m, met een maximale diepte van 24 m. Het bekken van het meer is uitgeslepen door een gletsjer en ontvangt van deze gletsjer zijn smeltwater. Rond 1500 vermeldde keizer Maximiliaan I het meer in zijn vissersboek. De Rifflsee is vanuit Mandarfen en Mittelberg door middel van de Rifflseebahnen bereikbaar.

### Pitztaler Gletscherbahn
Na opening van de Pitztaler Gletscherbahn in 1983 werd de Pitztalgletsjer,ook weleens de tashaschgletsjer genoemd ontsloten. De kabelbaan begint in Mittelberg op 1720 m hoogte en voert door een tunnel naar een bergstation op 2840 m hoogte. De topsnelheid van de baan bedraagt 12 m/s (43 km/h), de gemiddelde reistijd acht minuten. Na het kabelbaandrama in Kaprun werden de veiligheidsmaatregelen verder aangescherpt. Langs eerder genoemd bergstation leiden diverse andere kabelbanen, waaronder de Pitz-Panoramabahn. Deze baan leidt tot een hoogte van 3440 m, de hinterer Brünnenkogel en is daarmee de hoogste kabelbaan van Oostenrijk.